# Armando Acosta Barroso
Armando Acosta Barroso (México D.F. 5 de abril de 1925–San Cristóbal de las Casas, 16 de mayo de 1976) fue un actor de la Época de Oro del Cine Mexicano.

## Filmografía

### Cine
- Las cenizas del diputado (1977)
- El moro de Cumpas (1977)
- El karateca azteca (1976)
- La mafia amarilla (1975)
- De sangre Chicana (1974)
- La carrera del millón (1974)
- El metiche (1972)
- Hijazo de mi vidaza (1972)
- El juicio de los hijos (1971)
- Capulina contra los vampiros (1971)
- Pedro Páramo (1967)
- El hijo de Gabino Barrera (1965)
- Los reyes del volante (1965)
- Lupe Balazos (1964)
- Ruletero a toda marcha (1962)